# Droits de l'homme au Luxembourg
Le Grand-Duché de Luxembourg garantit de nombreux droits et libertés fondamentaux tels que la liberté d'expression, la liberté de presse et la liberté de culte, qui sont inscrits dans sa constitution, notamment en son chapitre II intitulé : « Des libertés publiques et des droits fondamentaux ».